# Улица Антса Лаутера
У́лица А́нтса Ла́утера (эст. Ants Lauteri tänav) — улица в Таллине, столице Эстонии.

## География
Пролегает в микрорайонах Маакри и Сибулакюла городского района Кесклинн. Начинается от бульвара Рявала и заканчивается на перекрёстке с улицей Лийвалайа.
Протяжённость — 448 м.
Между улицами А. Лаутера и Лембиту находится парк Лембиту. У перекрёстка улиц Анта Лаутера и Лийвалайа расположен отель «Олимпия».

## История
В XIX веке — начале XX века улица называлась Большая Арефьевская улица (эст. Suur-Arefjevi tänav, нем. Große Arewjewstraße). В письменных источниках того периода также встречаются названия эст. Suur-Arehna tänav, нем. Arehof-Arefjew-Straße, нем. (Große) Orechof-Straße, нем. Arehof-Arefjew-Straße. Своё нынешнее название улица получила 13 февраля 1976 года в честь советского актёра и режиссёра, народного артиста СССР Антса Лаутера, который жил на ней с 1960 по 1973 годы. На доме номер 8, где он жил, установлена мемориальная доска в виде театрального занавеса с двумя масками и надписью на эстонском языке. До этой даты улица Антса Лаутера была частью улицы Иманта, которая получила своё название 17 января 1923 года.

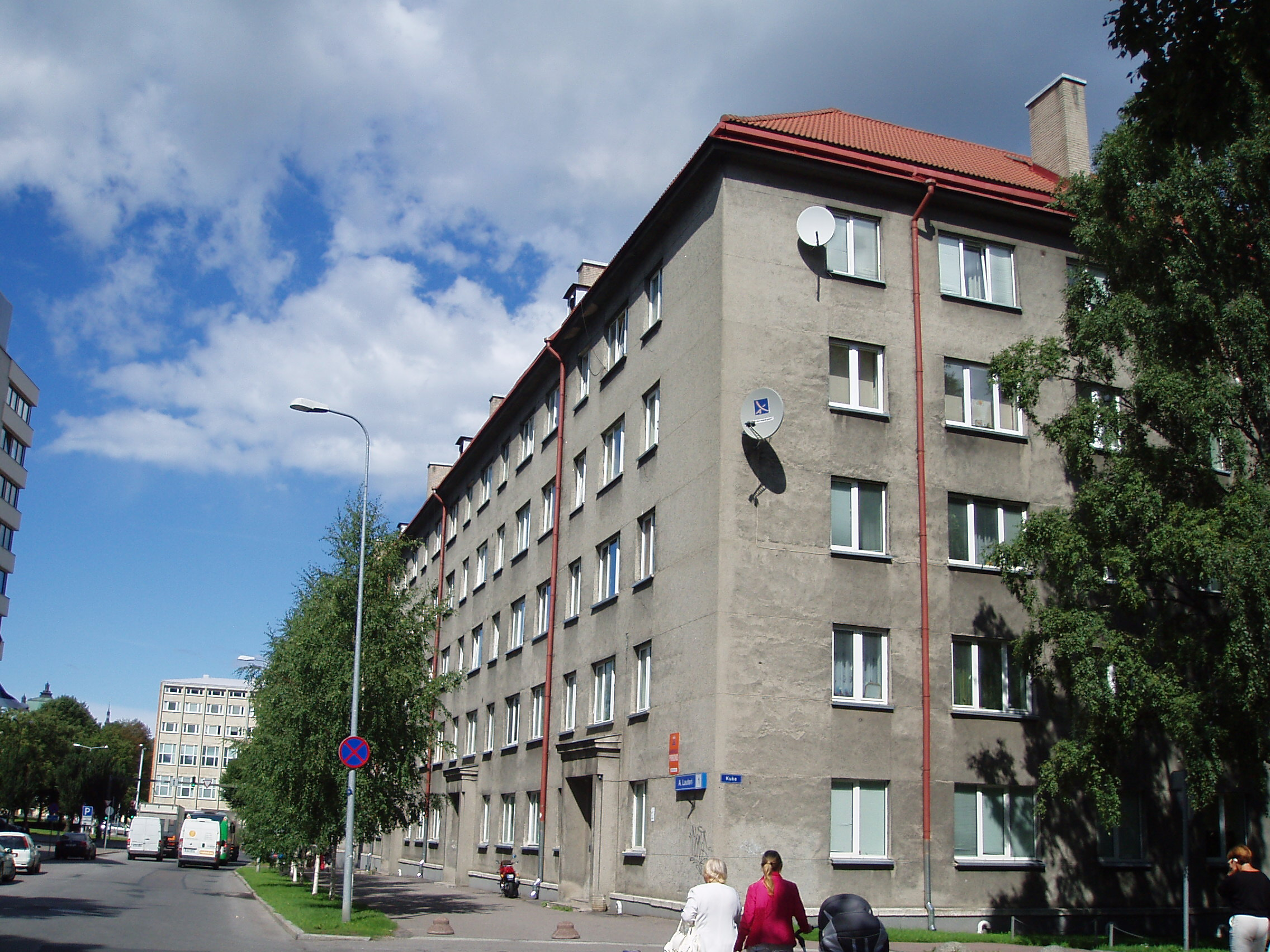
Ул. А. Лаутера, дом 1

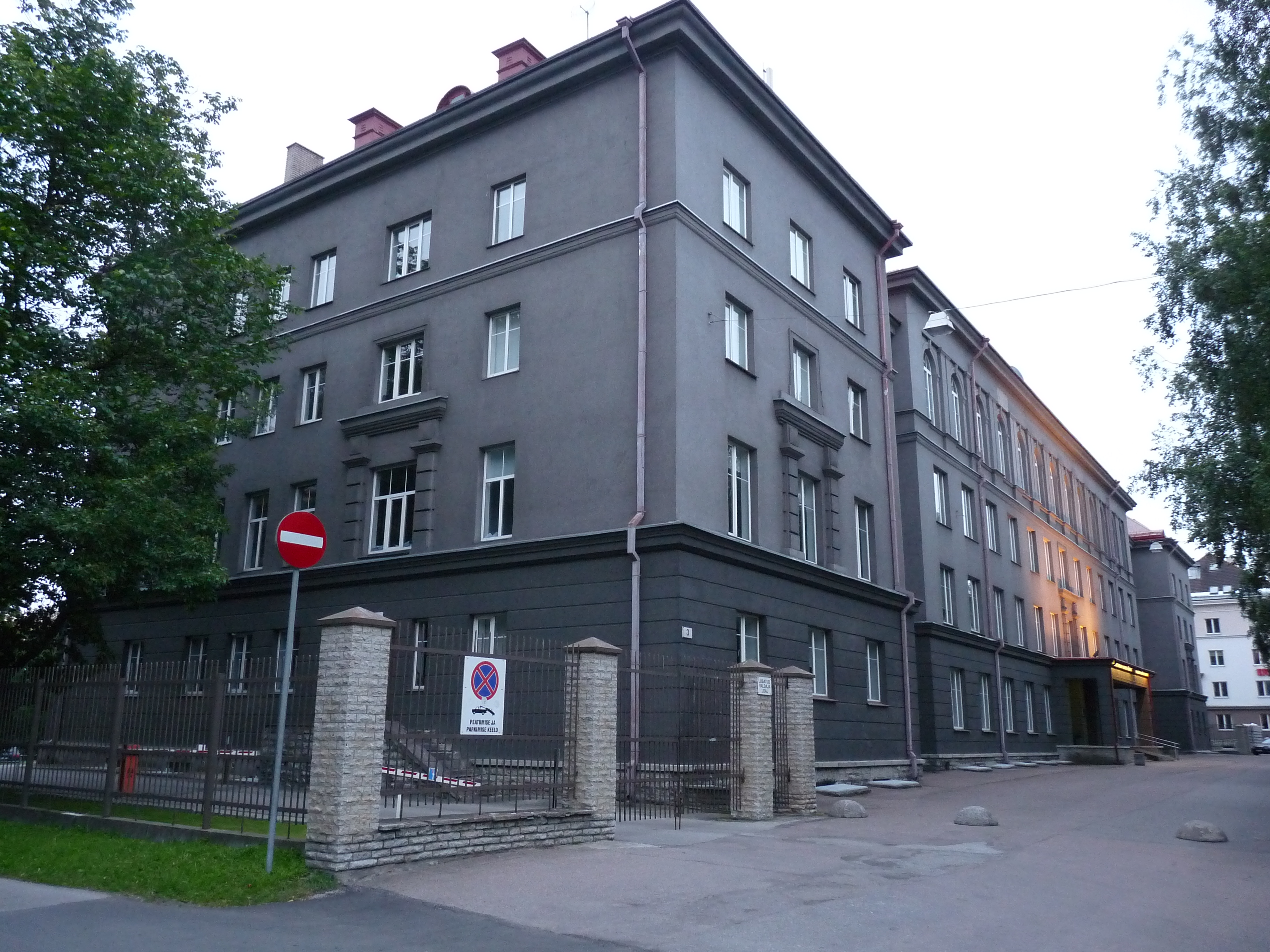
Ул. А. Лаутера, дом 3 (здание университета EBS)

В доме номер 3 с 1958 по 2006 год работал Таллинский техникум лёгкой промышленности (основан в 1945 году), в настоящее время его занимает Эстонская Школа бизнеса (университет Estonian Business School — EBS).

## Застройка
Застройка улицы состоит из жилых, административных и хозяйственных зданий, относящихся ко второй половине XX века. Регистрационный номер улицы имеют семь строений:
- дом 1 — шестиэтажный жилой дом 1958 года постройки;
- дом 3 — четырёхэтажное школьное здание, построено в 1956 году;
- дом 5 — шестиэтажный жилой дом с коммерческими площадями на первом этаже, построен в 1958 году;
- дом 7 — пятиэтажный жилой дом, т.н. Дом композиторов. Построен в 1958 году по проекту архитекторов Удо Иваска[эст.] и Пауля Хярмсона[эст.];
- дом 7B — одноэтажное строение 1998 года постройки, гаражи;
- дом 7С — трёхэтажное административное здание, построено в 1964 году;
- дом 8 — пятиэтажный жилой дом с коммерческими площадями на первом этаже, построен в 1959 году.

## Предприятия, учреждения и организации
- A. Lauteri tn 3 — Эстонская школа бизнеса (университет EBS);
- A. Lauteri tn 7 — Союз композиторов Эстонии[7];
- A. Lauteri tn 8 — зоомагазин «Zoomaailm».

## Общественный транспорт
По улице проходят маршруты городских автобусов № 3, 16, 23, 54 и 67 (остановка «Hotell Olümpia»).